# Palaestra (geslacht)
Palaestra is een geslacht van kevers uit de familie oliekevers (Meloidae).
Het geslacht is voor het eerst wetenschappelijk beschreven in 1840 door Laporte de Castelnau.

## Soorten
Het geslacht omvat de volgende soorten:
- Palaestra assimilis (Hope, 1842)
- Palaestra eucera Fairmaire, 1870
- Palaestra platycera Fairmaire, 1880
- Palaestra quadrifoveata Fairmaire, 1880
- Palaestra rubricollis (Hope, 1842)
- Palaestra rubripennis Laporte de Castelnau, 1840
- Palaestra rufipennis (Westwood, 1841)
- Palaestra rufocincta Fairmaire, 1880
- Palaestra violacea (Hope, 1842)